# Аделхайд от Мец
Вижте пояснителната страница за други личности с името Аделхайд.
Аделхайд от Мец (Adelheid von Metz; * 970, † 19 май 1039/1046) e графиня от род Матфриди, майка на император Конрад II.

## Биография
Тя е дъщеря на Рихард (* 950, † 986), граф на Мец (965 – 986). Сестра е на графовете Герхард и Адалберт II.
Аделхайд се омъжва през 985 г. за Хайнрих „от Вормс“ (* 970, † 998/пр. 1000) от Салическата династия, граф на Вормс. След смъртта на Хайнрих, тя се омъжва за Херман, граф в Бретахгау, или за граф Попо от Попоните.
През 1037 г. тя основава манастира Йоринген, където е погребана в църквата в каменен саркофаг от 13 век.

## Деца
От брака ѝ с Хайнрих „от Вормс“ има децата:
- Юдит († 998)
- Конрад II (* 12 юли 990, † 4 юни 1039), от 1027 г. император на Свещената Римска империя

От Херман или Попо има един син:
- Гебхард III (* 1002, † 2 декември 1060), епископ на Регенсбург 1036 – 1060